# Владислав Мишковський

Варіант гербу Ястребець

Владислав Мишковський гербу Ястребець (також Ґонзаґа-Мишковський; пом. перед 7 червня 1658) — польський шляхтич, військовий та державний діяч Корони Польської, Республіки Обох Націй (Речі Посполитої), магнат, IV ординат пінчівський.

## Життєпис
Наймолодший син великого коронного маршалка Зигмунта Мишковського та його дружини Ельжбети на Земблицях Богушівни. 
Початково мав стати духівником, 1619 року мав бути краківським каноніком, будучи кліриком. Через передчасну смерть старшого брата Яна (пом. 1621) не прийняв свячень. 
1622 р. навчався в Болоньї, повторно відвідав Італію 1642 р., де записаний до альбому Падуанського університету як староста городоцький. 
Замолоду служив у війську, 1630 р. був ротмістром королівських військ. 1632 р. підписав обрання королем Владислава IV Вази від Краківського воєводства. 1635 р. був у Прусії на чолі 130-осібної корогви гусарської, брав участь у шведській кампанії. Підтримував кандидатуру Яна II Казімежа, підписав його вибір.
Мав приязні стосунки з Яремою Вишневецьким (приймав у себе), якому довірив оборону Замостя. Богдан Хмельницький сприймав В. Мишковського — одного з небагатьох польських політиків, писав до нього у справах відновлення своїх прав. Елекційний сейм призначив його одним із комісарів для прийняття присяги регіментарів Анджея Фірлея, Яреми Вишневецького. У березні 1649 р. увійшов до Сенату як брацлавський воєвода. 14 листопада 1649 р. став сандомирським воєводою. 1649 р. виставив власну 100-кінну гусарську корогву замість козацької.
Весною 1651 р. у власному Пінчеві приймав турецького посла, який хотів провідати дружину і переказати від візира звістку про небезпеку зі сторони Б. Хмельницького для Республіки Обох Націй (Речі Посполитої). На берестецьку кампанію привів дві власні корогви — козацьку та гусарську. У лютому 1656 р. став краківським воєводою.
Один із найбагатших магнатів. Староста городоцький, драгімський, мостиський (1657 року дало 8 000 злотих прибутку), медицький.
Був одружений з Анною Могилянкою (пом. 1667), дітей не мали.
Помер перед 7 червня 1658 року. Був похований у родинному гробівці Мишковських у костелі домініканців у Кракові на Вавелі.